# فهد بن إبراهيم بن مشاري
الأمير فهد بن إبراهيم بن عبد المحسن المشاري آل سعود (1879 - 1929) 
ولد في الرياض عام 1288 هـ
وقضى بداية حياته في المنفى في الكويت مع أبناء عمومته من آل سعود. وكان أحد الفرسان الشجعان الذين استردوا الرياض مع الملك عبد العزيز، وشارك بجميع المعارك حتى سقط شهيدًا في معركة السبلة عام 1929.
لم يسترح من عناء القتال، بعد تحرير الرياض سنة 1902، فهاجم قاعدة الجيش الرشيدي في روضة سدير، وقضى عليها، في حين أنه أصيب في معركة البكيرية إصابة بالغة سنة 1904، هذا وعرف عن الأمير فهد بكفاءته القتالية، وشجاعته، وحكمته العسكرية.
أخواله هم آل عواد من أهل الدرعية. وهو عم آل عبد المحسن آل مشاري وأخيه هو الأمير عبد المحسن بن إبراهيم بن مشاري الذي هو جد آل عبد المحسن آل مشاري حاليًا.

## نسبه ونشأته
هو فهد بن إبراهيم بن عبد المحسن بن مشاري بن حسن بن مشاري بن سعود بن محمد بن مقرن بن مرخان بن إبراهيم بن موسى بن ربيعة المريدي.
ولد سنة (1288 هـ/1871) في منطقة الرياض، وخرج مع عمه الإمام عبد الرحمن بن فيصل ضمن من خرج من أسرة آل سعود من الرياض عام (1308 هـ/1890).

## المشاركة في توحيد المملكة العربية السعودية
شارك مع الملك عبد العزيز في محاولته لاسترداد الرياض سنة 1318 هـ/1901 كما رافق الملك عبد العزيز عند خروجه من الكويت سنة 1319 هـ/1901 و1902 لاسترداد الرياض، كان ضمن الرجال الذين أبقاهم الملك عبد العزيز بقيادة أخيه الأمير محمد بن عبد الرحمن بن فيصل وعددهم ثلاثة وثلاثون رجلًا في بستان قرب بوابة الظهيرة خارج سور الرياض حيث استدعاهم الملك عبد العزيز فيما بعد وشاركوا في عملية اقتحام قصر المصمك، شارك في عدد من حملات ومعارك توحيد المملكة العربية السعودية كما كلفه الملك عبد العزيز بقيادة سرية لروضة سدير استطاعت إخراج حامية ابن رشيد وضمها وذلك في عام 1320 هـ.

## وفاته
قتل في معركة البكيرية سنة 1322 هـ/1904.